# リー・グエン
リー・グエン（英: Lee Nguyen, 1986年10月7日 - ）はアメリカ合衆国テキサス州・リチャードソン出身の元サッカー選手。現役時代のポジションはミッドフィールダー。
アメリカ合衆国とベトナムの二重国籍だが、代表チームはアメリカ合衆国代表を選択した。

## 経歴
2005年、男子サッカー部門でゲータレード年間最優秀選手賞を受賞した。また、ビッグ・テンの選抜チームに選出、ビッグ・テン年間最優秀新人選手賞を受賞した。
2009年1月、ベトナムのホアンアイン・ザライFCに移籍した。リー・グエンはベトナムサッカーリーグに移籍した最初のアメリカ人選手となった。

### ニューイングランド・レボリューション
2012年3月2日、メジャーリーグサッカーのMLSスーパードラフトでニューイングランド・レボリューションに指名された。
2012シーズンは30試合5得点の活躍でサポーターが選ぶチームMVPに選出された。5月2日に決めたゴールは、MLS年間最優秀ゴール賞の最終候補に選出された。
2014シーズンはレギュラーシーズンに得点ランキング4位となる18得点5アシスト、ポストシーズンに2得点3アシストの活躍でイースタン・カンファレンス優勝に貢献し、MLS年間最優秀選手賞の最終候補にロビー・キーン、オバフェミ・マルティンスと共に選出された（受賞はロビー・キーン）。また、ヒューストン・ダイナモ戦のゴールがMLS年間最優秀ゴール賞の最終候補に選出された。

## 代表
2007年6月2日、中国代表戦でアメリカ合衆国代表デビューを果たした。2007年、コパ・アメリカ2007のメンバーに選出された。

## 所属クラブ
- インディアナ・フージャーズ男子サッカー（英語版） (インディアナ大学ブルーミントン校) 2005
- アヤックス・オーランド・プロスペクツ（英語版） 2005
- PSVアイントホーフェン 2006-2008
- ラナースFC 2008-2009
- ホアンアイン・ザライFC 2009-2010
- ベカメックス・ビンズオンFC 2010-2011
- ニューイングランド・レボリューション 2012-2018
- ロサンゼルスFC 2018-2019
- インテル・マイアミCF 2020
- ニューイングランド・レボリューション 2020
- ホーチミン・シティFC 2021

## 個人成績
| クラブ                               | シーズン | リーグ | リーグ | カップ | カップ | 国際大会 | 国際大会 | 合計 | 合計 |
| クラブ                               | シーズン | 出場   | 得点   | 出場   | 得点   | 出場     | 得点     | 出場 | 得点 |
| ------------------------------------ | -------- | ------ | ------ | ------ | ------ | -------- | -------- | ---- | ---- |
| アヤックス・オーランド・プロスペクツ | 2004-05  | 22     | 5      |        |        |          |          |      |      |
| アヤックス・オーランド・プロスペクツ | 通算     | 22     | 5      |        |        |          |          |      |      |
| PSVアイントホーフェン                | 2005-06  | 1      | 0      |        |        |          |          |      |      |
| PSVアイントホーフェン                | 2006-07  | 0      | 0      |        |        |          |          |      |      |
| PSVアイントホーフェン                | 2007-08  | 0      | 0      |        |        |          |          |      |      |
| PSVアイントホーフェン                | 通算     | 1      | 0      |        |        |          |          |      |      |
| ラナースFC                           | 2007-08  | 14     | 0      |        |        |          |          |      |      |
| ラナースFC                           | 2008-09  | 9      | 0      |        |        |          |          |      |      |
| ラナースFC                           | 通算     | 23     | 0      |        |        |          |          |      |      |
| ホアンアイン・ザライFC               | 2009-10  | 24     | 11     |        |        |          |          |      |      |
| ホアンアイン・ザライFC               | 通算     | 24     | 11     |        |        |          |          |      |      |
| ベカメックス・ビンズオンFC           | 2010-11  | 15     | 2      |        |        |          |          |      |      |
| ベカメックス・ビンズオンFC           | 通算     | 15     | 2      |        |        |          |          |      |      |
| ニューイングランド・レボリューション | 2012     | 30     | 5      |        |        |          |          |      |      |
| ニューイングランド・レボリューション | 2013     | 33     | 4      |        |        |          |          |      |      |
| ニューイングランド・レボリューション | 2014     | 32     | 18     |        |        |          |          |      |      |
| ニューイングランド・レボリューション | 2015     | 32     | 7      |        |        |          |          |      |      |
| ニューイングランド・レボリューション | 2016     | 33     | 6      |        |        |          |          |      |      |
| ニューイングランド・レボリューション | 2017     | 31     | 11     |        |        |          |          |      |      |
| ニューイングランド・レボリューション | 通算     | 191    | 51     |        |        |          |          |      |      |
| ロサンゼルスFC                       | 2018     |        |        |        |        |          |          |      |      |
| ロサンゼルスFC                       | 通算     |        |        |        |        |          |          |      |      |
| 通算                                 | 通算     | 272    | 69     |        |        |          |          |      |      |

- アメリカのリーグ杯はポストシーズン（MLSカップとMLSカップ・プレーオフ（英語版））の成績。

## 代表歴
- U-20サッカーアメリカ合衆国代表（英語版） 2005
- サッカーアメリカ合衆国代表 2007-2016

## タイトル

### クラブ
PSVアイントホーフェン
- エールディヴィジ 優勝 (2) : 2006-07, 2007-08
- ヨハン・クライフ・スハール 優勝 (1) : 2008

ニューイングランド・レボリューション
- イースタン・カンファレンス (MLSカップ・プレーオフ) 優勝 (1) : 2014
- MLSカップ 準優勝 (1) : 2014
- MLSフェアプレー賞（英語版） (1) : 2012

ロサンゼルスFC
- サポーターズ・シールド (1) : 2019

### 個人
- MLSベストイレブン (1) : 2014